# 諸宸
諸 宸（Zhu Chen、ツー・チェン、1976年3月16日 - ）は、中華人民共和国・浙江省温州市出身のチェスのグランドマスターである。キャリア最高レーティングは、2008年1月の2548。2001年に謝軍に次ぎ、中国で2人目の女性世界チャンピオンになった。清華大学の修士課程出身。
2001年、中国では12人目のグランドマスターとなった。2009年現在、カタールでプレーしている。

## 伝記
1988年、諸はルーマニアで行われた12歳以下の少女の世界大会で優勝し、世界規模のチェスの大会で優勝した初めての中国人となった。1994年と1996年には、世界少女チェス選手権を制した。
25歳の時に、世界女子チェス選手権でロシアのアレクサンドラ・コステニュークを5-3で破り、11代目のチャンピオンとなった。しかし、2004年5月にグルジアで行われる予定だった防衛戦は、多忙と妊娠のために欠場した。
2004年6月には、ディープ・フリッツ8（AMDの64 bit 3400+ CPUと2 GB RAM）と2戦を行ったが、連敗した。
諸はカタール人のグランドマスターMohamad Al-Modiahkiと結婚し、2009年現在カタール国籍である。